# Polytypage
Un polytypage (en russe : Политипа́ж) est une décoration de livre   utilisée de façon répétée dans différentes éditions. En règle générale, le polytypage est une représentation graphique : il s’agit d’un bandeau, d’une vignette ou même d’une illustration. En dehors de ces cas, il est plus approprié de parler d'« ornement de composition ». Le terme est principalement utilisé par les auteurs russes.   

## Histoire

### Débuts de l'imprimerie en Occident
L'utilisation répétée de la même gravure apparaît dans les premiers livres illustrés, c'est-à-dire dans la seconde moitié du XVe siècle. Elle a selon Tsetsilia Nesselstraus (ru) une origine économique : chaque typographe cherche à utiliser au mieux son stock de caractères mobiles, de bois et de matrices ; les planches sont réutilisées, par l'imprimeur d'origine ou par d'autres qui en ont hérité ou les ont rachetées. Leurs sujets les rendent facilement réutilisables : scènes d'enseignements, portraits d'auteurs, images de souverains, scènes de sermons.  
L'esthétique simplifiée et l'absence d'individualité des premières gravures insérées dans les livres facilitent cette réutilisation, dans des livres différents ou plusieurs fois dans le même ouvrage.  
Selon Tsetsilia Nesselstraus, les Quatre histoires imprimées en 1462 par Albrecht Pfister contiennent 61 gravures, dont 9 répétitions. Lorsqu'il y a répétition, ce à quoi renvoie la gravure change : une charrette transportant des voyageurs illustre dans un cas l’arrivée de Jacob en Égypte et dans l’autre le transport de ses cendres vers Canaan ;  un groupe de personnes portant un fardeau représente dans un cas les frères de Joseph revenant avec des cadeaux et dans l’autre le retour de soldats avec leur butin. 
Cette première période, où l'illustration du livre se confond avec la notion de polytypage, est unique dans l'histoire de la typographie. Par la suite, les bandeaux, vignettes et lettrines sont les principales formes du polytypage.

### Époque classique

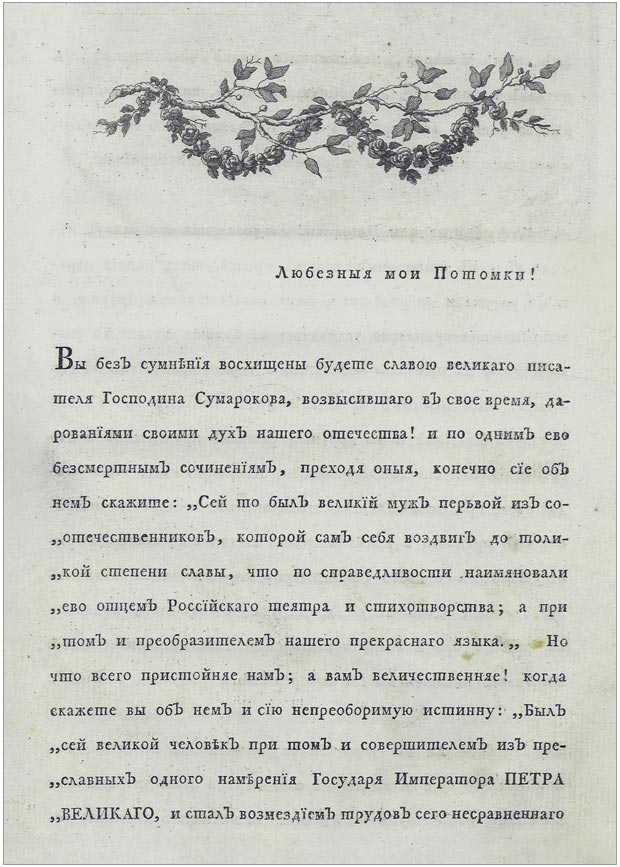
Une page d'un livre russe de la fin du XVIIIe siècle. En haut de la page, le polytypage.

Les polytypages sont très utilisés à l'apogée de la typographie russe, dans la seconde moitié du XVIIIe siècle et au début du XIXe siècle. À cette époque, chaque imprimerie dispose de son stock de vignettes et de bandeaux. Ils conviennent à un art qui est en soi un art de la répétition.  
Leur nombre augmentent vers le milieu du XIXe siècle, parallèlement au déclin général de l’art de la typographie. Il atteint par exemple les 2000, à l’imprimerie Revillon, ce qui est critiqué par Iouri Guertchuk (ru) comme un « déclin du style ». De nombreuses vignettes ou bandeaux, dont le lien avec le texte est affaibli, et qui ont une simple fonction d'ornementation, deviennent les caractéristiques du livre russe du XIXe siècle.

### Dans la typographie moderne
La typographie du XXe siècle devient selon Jan Tschichold ascétique, ce qui s'exprime entre autres par l'absence presque complète d'ornements sur les pages des livres ordinaires. Cependant, les polytypages peuvent encore et doivent être utilisés dans les livres d'arts, avec d'autres ornementations, « respectant la mesure et le tact... et aidant à recréer l'esprit de l'époque où les héros évoluent ». 